# Hikaru Minegishi
Hikaru Minegishi (jap. 嶺岸 光, Minegishi Hikaru; * 5. Juni 1991 in Sendai, Japan) ist ein philippinischer Fußballspieler.

## Karriere

### Verein
Seine Profilaufbahn begann 2017 bei dem philippinischen Erstlisten Global Cebu. Hier spielte er zwei Jahre, wobei er in 35 Spielen 27 Treffer erzielte. 2018 unterschrieb er einen Vertrag in Pattaya beim thailändischen Erstligisten Pattaya United. Hier kam er in der Saison 2018 auf sieben Einsätze. Nach der Saison unterschrieb er 2019 einen Vertrag bei JL Chiangmai United FC in Chiang Mai. Nach 18 Spielen in der Thai League 2 wechselte er 2020 in die Philippinen und unterzeichnete einen Vertrag beim Meister Ceres-Negros FC, dem heutigen United City FC, in Bacolod City. 2020 feierte er mit dem Verein die philippinische Fußballmeisterschaft. 2022 gewann er mit dem Klub den PFL Cup. Im Januar 2023 ging er wieder nach Thailand, wo er sich in Uthai Thani dem Zweitligisten Uthai Thani FC anschloss. Mit dem Verein wurde er am Saisonende Tabellendritter und qualifizierte sich somit zu den Aufstiegsspielen zur ersten Liga. Hier konnte man sich im Finale gegen den Customs United FC durchsetzen und stieg in die erste Liga auf. Für Uthai Thani bestritt er sechs Ligaspiele. Nach Ende der Saison wurde sein Vertrag in Uthai Thani nicht verlängert.

### Nationalmannschaft
Von 2016 bis 2018 spielte er für die A-Nationalmannschaft der Philippinen. Sein Debüt gab er 2016 gegen Singapur. Bis jetzt absolvierte er zwölf Spiele für die philippinische Nationalmannschaft. Sein erstes und bis jetzt einziges Tor schoss er am 22. März 2018 im Freundschaftsspiel gegen Fidschi in Manila.

## Erfolge
Global Cebu
- UFL Cup

Sieger: 2016
- Philippines Football League

Vizemeister: 2017
- United Football League Division 1

Sieger: 2016
Ceres-Negros FC/United City FC
- Philippines Football League: 2020

PFL Cup: 2022

## Persönliches
Die Mutter von Hikaru Minegishi stammt von den Philippinen und der Vater aus Japan.
Seit dem 5. November 2016 ist er im Besitz der philippinischen Staatsbürgerschaft.